# Чичерино (Токарёвский район)
Чиче́рино — деревня в Токарёвском районе Тамбовской области России. Административный центр Чичеринского сельсовета.

## География
Деревня находится на берегу реки Малая Бурначка, на расстоянии 14 км к северо-востоку от рабочего посёлка Токарёвка, административного центра района.

### Часовой пояс
Деревня Чичерино, как и вся Тамбовская область, находится в часовой зоне МСК (московское время). Смещение применяемого времени относительно UTC составляет +3:00.

## Население
| 2002 | 2010 |
| ---- | ---- |
| 429  | ↘393 |

### Национальный состав
Согласно результатам переписи 2002 года, в национальной структуре населения русские составляли 92 % из 429 чел.